# Richmond Olympic Oval

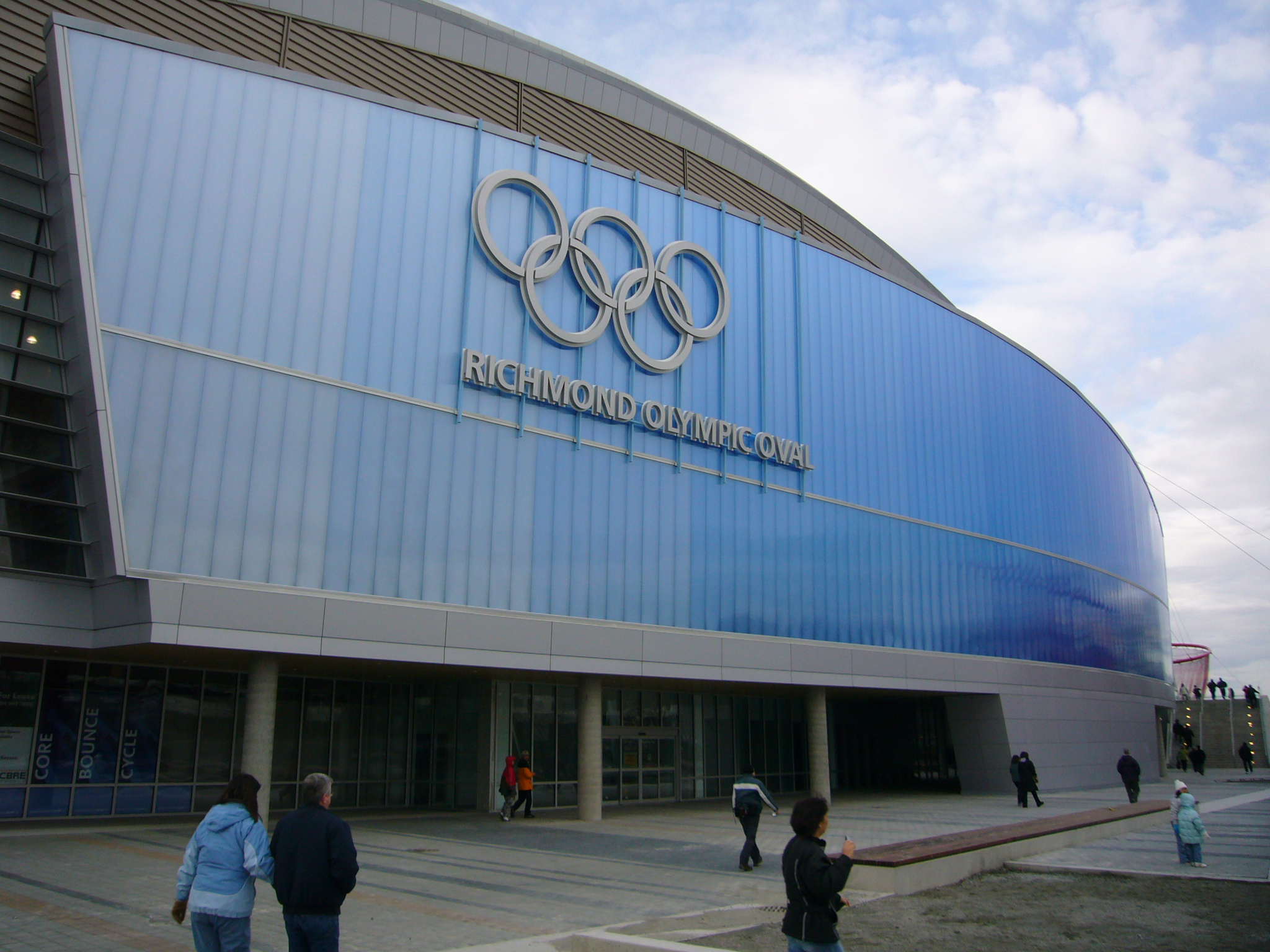
Richmond Olympic Oval em 2010

O Richmond Olympic Oval foi construído em 2006 e serviu como sede dos eventos de patinação de velocidade nos Jogos Olímpicos de Inverno de 2010, em Vancouver.